# Dawyd Tschytschkan

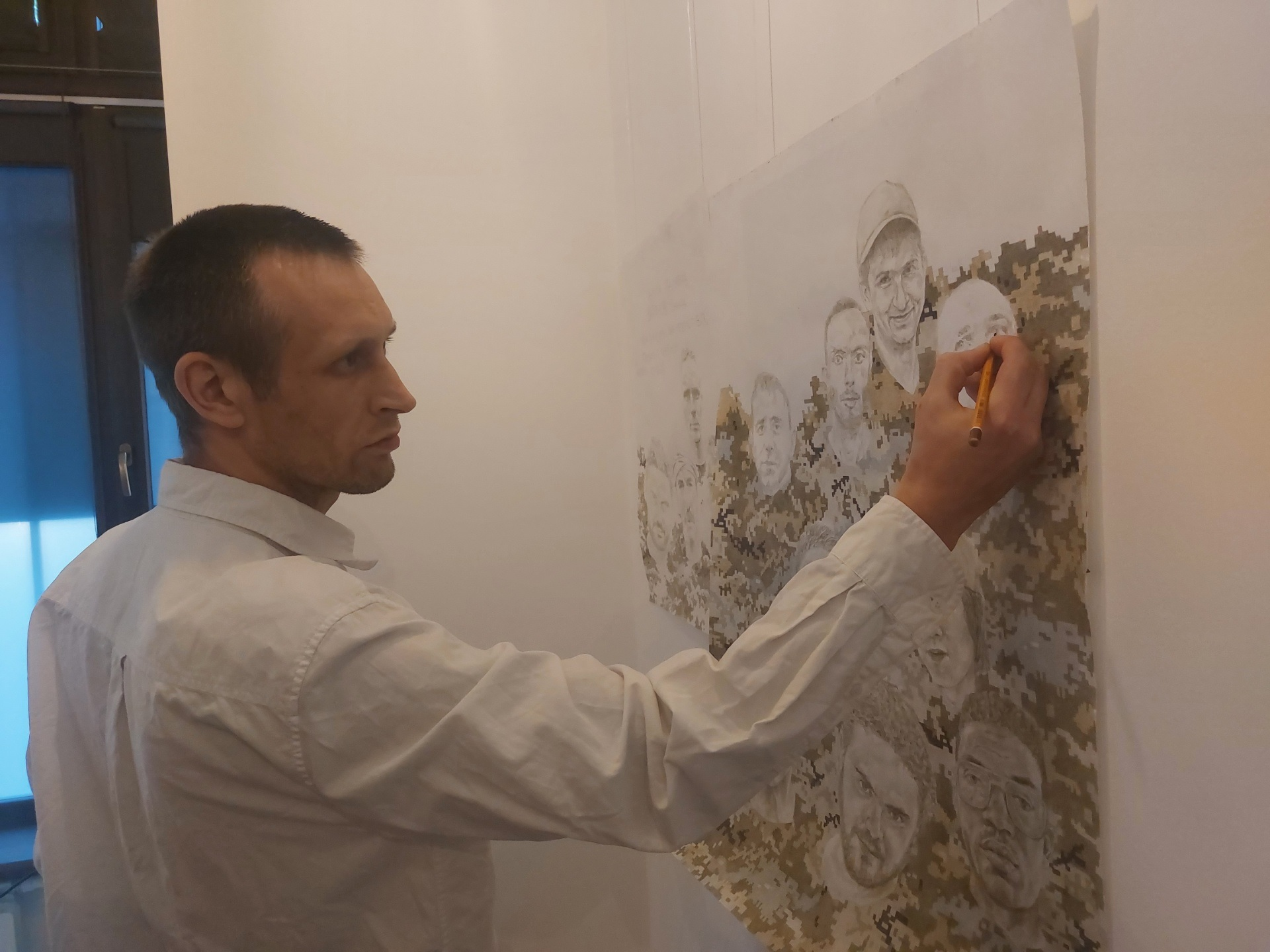
Dawyd Tschytschkan, 2023

Dawyd Illitsch Tschytschkan (ukrainisch Давид Ілліч Чичкан; * 15. April 1986 in Kiew; † 10. August 2025) war ein ukrainischer Künstler, Anarchist und politischer Aktivist, dessen Arbeiten zwischen Aquarell, Street Art und politischem Plakat verortet sind. Er starb im August 2025 an Verletzungen im Zusammenhang mit seinem Fronteinsatz gegen die russische Invasion. Er galt als dezidiert politischer Künstler und wurde in der Ukraine wiederholt Ziel rechtsextremer Anfeindungen; 2024 wurde eine für Odessa geplante Ausstellung nach anonymen Branddrohungen abgesagt.

## Leben
Tschytschkan wurde 1986 in Kiew in eine Künstlerfamilie geboren; sein Urgroßvater Leonid Tschytschkan war Professor im Stil des Sozialistischen Realismus, sein Großvater Arkadij arbeitete in der inoffiziellen Kunst, sein Vater Illja Tschytschkan parodiert auf Gemälden Stile und ersetzte Menschen durch Menschenaffen; zu ihm hatte Tschytschkan keinen Kontakt. Dawyd Tschytschkans Schwester Oleksandra Tschytschkan arbeitet ebenfalls als Künstlerin.
Er wuchs in Kiew auf und verstand sich früh als linker Aktivist und Anarchist. Eine formale höhere künstlerische Ausbildung besaß er nicht, entwickelte seine Praxis jedoch konsequent als soziale und politische Kritik. Von 2010 bis 2016 war Tschytschkan Mitglied der Autonomen Arbeiterunion (Автономна спілка трудящих); seit 2014 engagierte er sich in der libertären Organisation Schwarzer Regenbogen (Чорна райдуга). 2014 gründete er die Forschungsinitiative Libertärer Club der Untergrunddialektik (Лібертарний клуб підпільної діалектики, ЛКПД), mit der er hegemoniale Dimensionen rechter Ideologie in der Ukraine untersuchte.
Im Zuge des russischen Angriffskrieges meldete sich Tschytschkan freiwillig zum Frontdienst und diente als Mörserkanonier; er verstand dies als Kampf an der Seite von Anarchisten und antitotalitären Sozialisten. Im August 2025 fiel Tschytschkan im Alter von 39 Jahren nach schweren Verwundungen während eines russischen Infanterieangriffs in der Oblast Saporischschja; er hinterließ seine Partnerin und einen gemeinsamen Sohn im Säuglingsalter. Sein Tod ereignete sich in einer Region, die historisch als Kerngebiet der Kämpfe der von Nestor Machno geführten Anarchisten gilt.

## Wirken
Tschytschkan arbeitete vor allem mit Aquarellgrafik, Plakat, Installation, Street Art und Performance und verstand Kunst als Instrument gesellschaftlicher Transformation. Seine Bildsprache kombinierte Elemente ukrainischer Volkskunst und Stickmuster mit modernistischen Formen und einer klaren, textbasierten Agitationsästhetik. Er erweiterte die ukrainische Farbikonografie um Schwarz (Antiautoritarismus, Dezentralismus), Purpur (Feminismus) und Rot (soziale Gleichheit, direkte Demokratie). Inhaltlich verband er eine anarchistische, antiautoritäre Haltung mit Kritik an Nationalismus und an der staatlich verordneten „Dekommunisierung“. Sein Ansatz stand bewusst in Distanz zu populären Strömungen der ukrainischen Gegenwartskunst und zielte auf die erneute Verhandlung kontroverser historischer Stoffe.
Bekannt wurde er 2017 mit der Reihe Verpasste Chance (Втрачена можливість) im Zentrum für visuelle Kultur (Центр візуальної культури) (Kiew), welche die Maidan-Erzählung über die Proteste in den Jahren 2013 und 2014 kritisierte und von maskierten Rechtsextremen verwüstet wurde. Tschytschkan hatte kritisiert, dass die revolutionäre Chance vertan und von Nationalismus überlagert worden sei. Demokratisch gesinnte ATO-Veteranen verurteilten die Attacke in einem offenen Brief als Angriff auf die Freiheit der Kunst. Bei dem Angriff 2017 wurden laut Berichten der Großteil der Arbeiten zerstört, mehrere Werke entwendet und Parolen auf die Wände gesprüht. 2022 wurde seine Ausstellung Bänder und Dreiecke (Стрічки та трикутники) im Städtischen Kunstmuseum Lwiw von radikalen Störern beschädigt. Die Schau lieferte eine alternative Interpretation der Ukrainischen Volksrepublik und wurde von rechtsradikalen Aktivisten attackiert. Anfang 2024 wurde eine geplante Schau in Odessa auf Druck Ultrarechter abgesagt. Auslöser waren anonyme Drohungen, das Museum anzuzünden.
Zu seinen provozierendsten Arbeiten zählt das Doppelporträt Rache, welches den Oberbefehlshaber Symon Petljura und den jüdischen Anarchisten Scholom Schwartzbard nebeneinander zeigt. Vor dem Hintergrund, dass Einheiten der ukrainischen Armee 1918–1921 an zahlreichen Pogromen beteiligt waren, entzündete das Werk Debatten über Verantwortung und Erinnerung; zugleich besteht in der Forschung kein Konsens über Petljuras Antisemitismus oder mögliche Verbindungen Schwartzbards zur bolschewistischen Geheimpolizei. Tschytschkan hob wiederholt linke Traditionen der ukrainischen Intelligenzija hervor und betonte die sozialistische Hingabe literarischer Klassiker wie Iwan Franko und Lessja Ukrajinka. Neben Ausstellungen schuf er in der Ukraine Wandbilder, die sich gegen den russischen Imperialismus richteten.
In der Serie von Heldendarstellungen zeigte Tschytschkan linke Soldaten, über denen Bänder in den Farben der Ukraine, des freien Belarus, des Feminismus und des Anarchismus wehen; Erlöse daraus spendete er an die Armee. Vor seinem Fronteinsatz porträtierte er antiautoritäre Kameraden und verstand seine Kunst als Agitation für eine unabhängige, ökologische und sozialistische Ukraine. Bereits 2016 befasste sich das Projekt Während des Krieges (Під час війни) (Artsvit, Dnipro) aus anarchistischer Perspektive mit der revolutionären Geschichte der Region Dnipropetrowsk und der marginalisierten Rolle anarchistischer Akteure wie Marija Nikiforowa. 2016 präsentierte er unter dem Dach der Kiewer Schule in Wien seine künstlerisch-aktivistische Praxis. 2018 illustrierte er den ukrainischen Kodex der Ordnungswidrigkeiten in der Reihe des Verlags Osnowy (Основи). 2023 realisierte in Saporischschja einen Mural mit Nestor Machno, der schwarze und gelb-blaue Fahnen kombiniert. Nach Angaben der Beteiligten entstand das Werk in Zusammenarbeit mit Mikita Krawzow und Kateryna Piskarska; Machno wurde dabei als Symbol des Widerstands gegen russischen Imperialismus verstanden.
Zu seinen Einzelausstellungen zählen u. a. Während des Krieges (Під час війни) (Artsvit, Dnipro, 2016), Verpasste Chance (VCRC/Центр візуальної культури, Kiew, 2017), Porträts, die sprechen (Портрети, які говорять) (Beresnytsky-Stiftung/Фундація Березницьких, Kiew, 2020), Alternative Griwna (Artsvit, Dnipro, 2021) und Bänder und Dreiecke (Стрічки та трикутники) (Städtisches Kunstmuseum Lwiw, 2022). International war er an Projekten wie Kiew International – Kiewer Biennale 2017 2017, Permanent Revolution (Ludwig Museum, Budapest, 2018), Biennale Warschau (2018) und Between Fire and Fire: Ukrainian Art Now (Wien, 2019) beteiligt.